# Cryptoripersia trichura
Cryptoripersia trichura är en insektsart som först beskrevs av Cockerell 1901.  Cryptoripersia trichura ingår i släktet Cryptoripersia och familjen ullsköldlöss. Inga underarter finns listade i Catalogue of Life.